# Osservatorio di Baldone
L'Osservatorio di Baldone è un osservatorio astronomico statale situato a Riekstukalns, a 5 km dal comune di Baldone (38 km da Riga) in Lettonia. Riekstukalns divenne poco a poco un insediamento con case residenziali, piste da sci, stagni e laghetti da quando, nel 1959, l'area fu scelta come riferimento per costruirvi l'osservatorio dell'Università della Lettonia. Il complesso appartiene al Ministero dell'Istruzione e delle Scienze della Lettonia, con la supervisione scientifica dell'Istituto astronomico dell'Università della Lettonia. In epoca sovietica, l'osservatorio era chiamato Osservatorio radioastrofisico dell'Accademia delle Scienze della SSR lettone.

## Storia
Nel 1957, un gruppo di astronomi dell'Accademia delle Scienze dell'URSS, su iniziativa dell'astronomo lettone Jānis Ikaunieks che divenne fondatore e primo direttore del futuro osservatorio, esaminò le montagne della regione di Baldone per valutare la possibilità di installare in zona un osservatorio astronomico, proponendo un parere positivo all'idoneità dell'area a fini osservativi. Furono così costruiti alcuni padiglioni atti a ospitare personale di ricerca e strumentazione e nel 1959 fu installato il primo strumento, a quel tempo il più grande telescopio astronomico della Lettonia, con un'apertura di 20 cm e da subito equipaggiato con un elettro-fotometro.

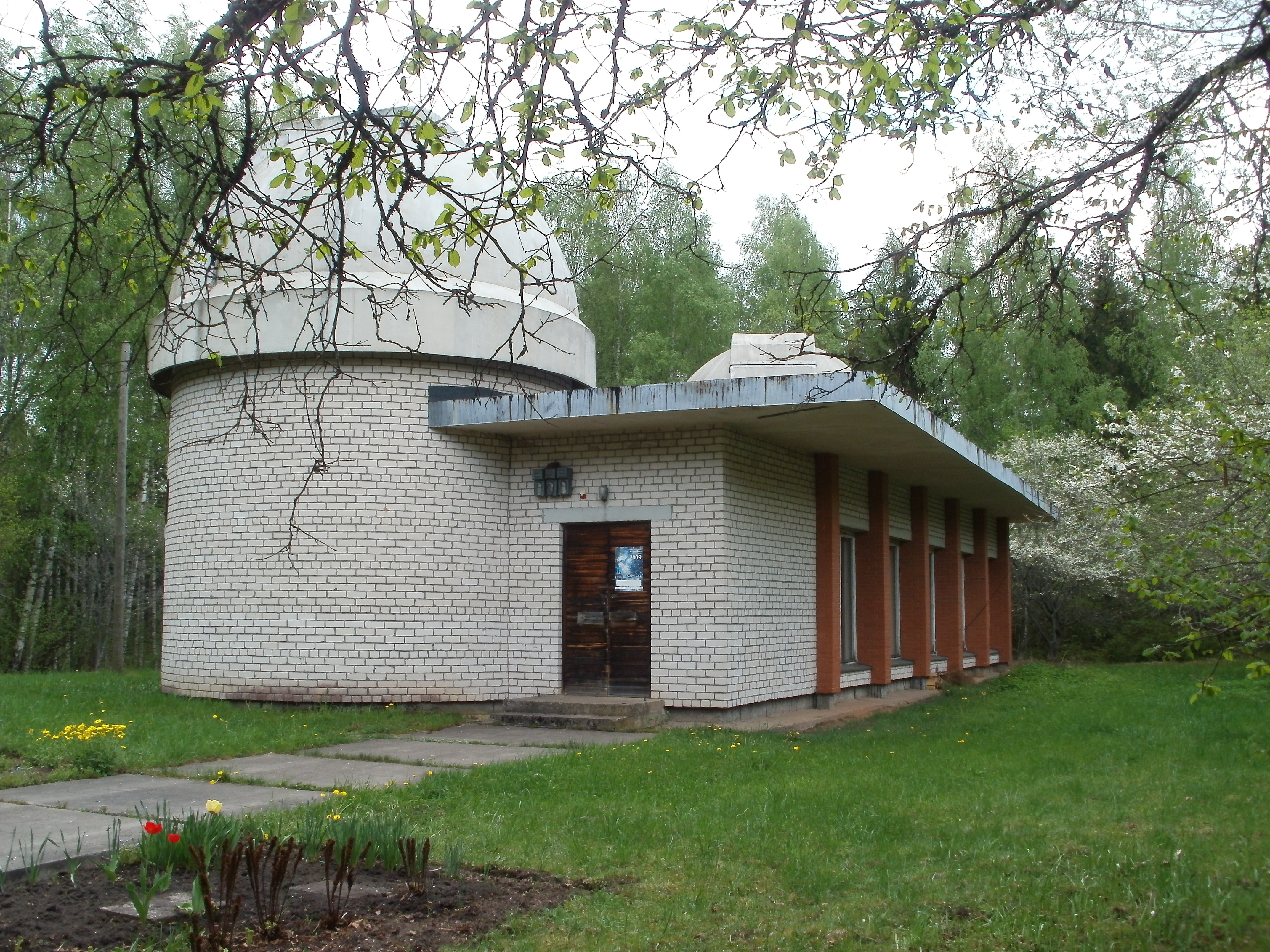
Veduta dell'ingresso all'osservatorio

Le prime osservazioni furono dedicate alle stelle al carbonio, le cui dimensioni consentivano una buona risolvibilità, e alle osservazioni radio di satelliti artificiali intorno alla Terra; nel contempo l'osservatorio garantiva un accurato servizio orario. Fu l'unica struttura osservativa in URSS in grado di studiare stelle giganti rosse di classe spettrale M con una temperatura superficiale relativamente bassa (da 1500 a 3000 kelvin), con atmosfere rarefatte e alto contenuto di carbonio, zirconio e titanio.
A pochi anni dalla sua apertura, nel 1964, furono intrapresi dei negoziati con l'azienda Karl Zeiss della RDT vertenti sulla possibilità di acquistare una fotocamera Schmidt, congiuntamente a uno strumento simile ordinato per l'Osservatorio di Byurakan, situato in Armenia; nel mese di marzo 1965 la fotocamera fu così consegnata all'osservatorio.
Il moderno accessorio constava di un diametro dello specchio di 120 cm, diametro della lastra di correzione di 80 cm, lunghezza focale di 240 cm e un campo visivo di 5° x 5°. Il telescopio fu installato nel 1966 e la prima luce fu ottenuta nella notte tra il 7 e l'8 dicembre.
Nel corso degli anni non sono state effettuate integrazioni di rilievo, salvo le doverose operazioni periodiche di manutenzione. Nel 2005 è stata rinnovata la copertura dello specchio della fotocamera Schmidt e l'anno seguente la tecnica di acquisizione di immagini su lastre fotografiche è divenuta obsoleta grazie a una fotocamera elettronica CCD. Nel 2016 l'osservatorio era diretto dall'astronomo Ilgmārs Eglītis.

## Risultati e ricerca scientifica
- studi fotometrici di stelle di tipo spettrale tardivo (M, K, stelle al carbonio)[6]
- emissione radio dal sole nelle gamme di lunghezze d'onda del decimetro e del centimetro (alte frequenze)
- osservazione di oggetti vicini alla terra (asteroidi e comete)
- studio di novae extragalattiche nella nebulosa di Andromeda (M31), stelle variabili e definizione dell'orbita di Plutone
- partecipazione al programma quadriennale sovietico CoProG[7] (СоПроГ) per l'osservazione della cometa di Halley effettuato tra il 1983 e il 1987
- acquisizione di circa 25500 immagini del cielo stellato in 40 anni di funzionamento della fotocamera Schmidt da 1,2 metri
- dal 1968 sono state scoperte: 318 stelle al carbonio precedentemente sconosciute (circa il 5% di tutte le stelle di questo tipo attualmente conosciute nella Via Lattea), 150 stelle variabili, 70 esplosioni di novae nella galassia M31 e oltre 10 asteroidi, compresi quelli di tipo NEO.[6]